# Parafia św. Faustyny Kowalskiej w Pucku
Parafia św. Faustyny Kowalskiej w Pucku – rzymskokatolicka parafia usytuowana przy ulicy Swarzewskiej w Pucku i jest drugą parafią co do kolejności powstania w mieście, obejmująca część miasta oraz wioski: Połczyno, Celbowo, Brudzewo, Sławutowo i Sławutówko. Wchodzi w skład dekanatu Puck w archidiecezji gdańskiej.

## Historia

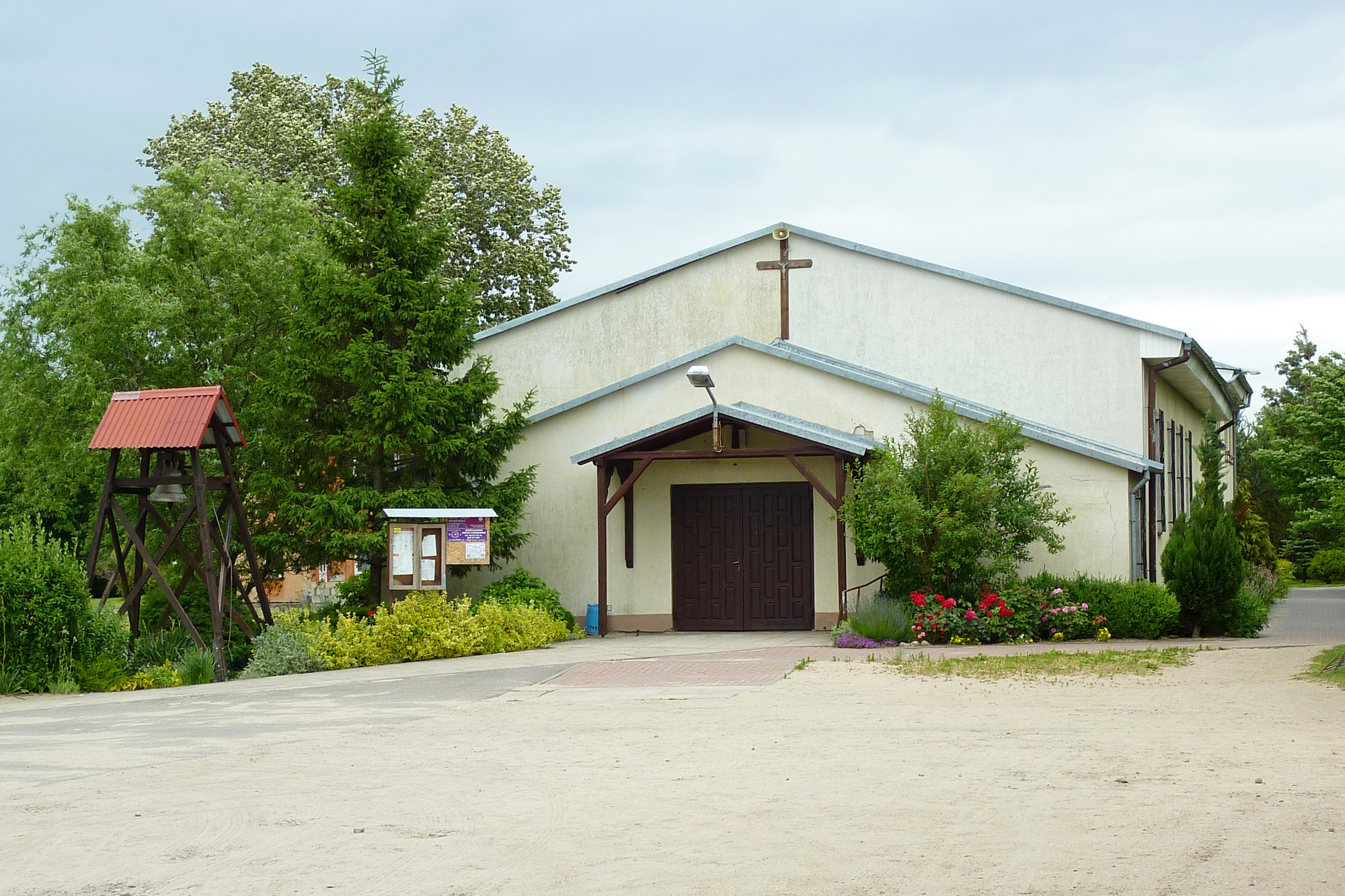
Kaplica parafialna

Parafia św. Faustyny Kowalskiej jest to jedna z najmłodszych parafii w archidiecezji gdańskiej. Erygowana została 30 kwietnia 2000 roku przez ks. abp Tadeusza Gocłowskiego, metropolitę gdańskiego. Nowa parafia powstała z podziału parafii św. Apostołów Piotra i Pawła. Decyzję o podziale parafii podjął ówczesny proboszcz ks. kan Andrzej Wiecki w porozumieniu z Kurią.
Od początku istnienia parafii wierni czynili starania o budowę kościoła. Na ten cel przeznaczono co miesiąc jedną kolektę. Dzięki temu w 2004 rozpoczęła się budowa nowej puckiej świątyni.
Kościół parafialny był od 8 maja 2018 do 1 czerwca 2023 siedzibą dekanatu, a jej proboszcz dziekanem.

## Proboszczowie
- 2000–2023: ks. kan. mgr Piotr Pastewski[1][2]
- od 1 VII 2023: ks. mgr Mariusz Kunicki[3][4]
  - administrator parafii (5 VII 2021 – 30 VI 2023)